# Pepe (football, 1935)
Pour les articles homonymes, voir Pepe.
 Pepe, de son vrai nom José Macia, est un footballeur brésilien, né le 25 février 1935 à Santos (Brésil). 
Il a joué au poste d'attaquant avec le Santos FC. 
Champion du monde en 1958 et en 1962 avec l’équipe du Brésil, il présente la particularité de ne pas avoir eu l'occasion de jouer le moindre match au cours de ces deux tournois mondiaux remportés par son équipe.

## Biographie
Pepe est l'un des meilleurs buteurs du Santos FC avec Pelé.
Il est également le joueur le plus capé du club avec 750 matchs.

## Carrière

### En tant que joueur
- 1954-1969 :  Santos FC

### En tant qu'entraîneur
- 1973 :  Santos FC
- 1983-1984 :  Al Sadd SC
- 1985 :  Fortaleza EC
- 1986 :  São Paulo FC
- 1986-1987 :  Inter de Limeira
- 1987-1988 :  Boavista FC
- 1989 :  Pérou
- 1992-1993 :  Verdy Kawasaki
- 2003 :  Guarani FC
- 2004-2005 :  Al Ahli SC

## Palmarès
- Vainqueur de la coupe du monde en 1958 et 1962 avec l’équipe du Brésil.

- Champion de l'État de São Paulo en 1955, 1956, 1958, 1960, 1961, 1962, 1964, 1965, 1967 et 1968 avec Santos FC.
- Vainqueur de la coupe du Brésil en 1961, 1962, 1963, 1964 et 1965 avec Santos FC.
- Vainqueur de la Copa Libertadores en 1962 et 1963 avec Santos FC.
- Vainqueur de la Coupe intercontinentale en 1962 et 1963 avec Santos FC.
- Vainqueur de la Copa Roca en 1963 avec le Brésil.
- Vainqueur du Tournoi Rio-São Paulo en 1959 avec São Paulo FC, et en 1963, 1964 et 1966 avec Santos FC.
- Vainqueur de la Recopa d'Amérique du Sud en 1968 avec Santos FC.

- 41 sélections en équipe du Brésil.